# Lovre Kalinić
Lovre Kalinić, född 3 april 1990 i Split i Jugoslavien (nuvarande Kroatien), är en kroatisk professionell fotbollsmålvakt som spelar för Hajduk Split. Han spelar även för Kroatiens landslag.

## Karriär
Den 21 december 2018 värvades Kalinić av Aston Villa, där han skrev på ett 4,5-årskontrakt. Den 20 januari 2020 lånades Kalinić ut till Toulouse på ett låneavtal över resten av säsongen 2019/2020.
Efter att gått utan speltid under säsongen 2020/2021 meddelade Aston Villa den 22 december 2020 att Kalinić skulle lånas ut till moderklubben Hajduk Split på ett låneavtal med start den 18 januari 2021 då det kroatiska övergångsfönstret öppnade. I juli 2021 lånades Kalinić på nytt ut till Hajduk Split på ett låneavtal över säsongen 2021/2022. Den 1 juli köptes Kalinić loss av Hajduk Split, där han skrev på ett treårskontrakt.